# جنرال إلكتريك جيه 85
جنرال إلكتريك جيه ٨٥، هو محرك نفاث توربيني صغير ذو عمود واحد، يتميز بقوة دفع تصل في الإصدارات العسكرية إلى 3,500 رطل قوة جافة (ما يعادل حوالي 16 كيلو نيوتن)، بينما يمكن للنسخ المزودة بحارق لاحق أن تصل قوتها إلى 5,000 رطل (حوالي 22 كيلو نيوتن). يتفاوت وزن المحرك بحسب الطراز والمعدات الإضافية بين 300 إلى 500 رطل (أي ما يعادل 140 إلى 230 كيلوغرامًا). يُعد هذا المحرك من أنجح وأطول محركات الطائرات النفاثة العسكرية إنتاجًا من شركة جنرال إلكتريك، حيث سجّلت النماذج المدنية منه أكثر من 16.5 مليون ساعة تشغيل. وتخطط القوات الجوية الأمريكية لاستمرار استخدام محرك J85 في طائراتها حتى عام 2040. أما النماذج المدنية المعروفة باسم جنرال إلكتريك سي جيه 610 [الإنجليزية] فهي مشابهة لإصدارات J85 بدون حارق لاحق، في حين يضيف طراز CF700 مروحة خلفية لتحسين كفاءة استهلاك الوقود.

## التصميم والتطوير
تم تطوير محرك J85 أساسًا لتشغيل صاروخ وهمي كبير يُعرف باسم McDonnell ADM-20 كوايل. صُممت هذه الطائرة ليتم إطلاقها من قاذفة B-52 ستراتفورتريس أثناء الطيران، حيث كانت تحلق لمسافات طويلة ضمن تشكيل القاذفة، مما يضاعف عدد الأهداف التي تواجهها أنظمة الدفاع الجوي من نوع SA-2 على الأرض. وكانت المهمة تتطلب محركًا صغيرًا يوفر طاقة كافية لمواكبة سرعة القاذفة النفاثة. وبالمثل، كما في الطائرة البريطانية أرمسترونغ سيدلي فايبر، لم يكن من الضروري أن يعمل محرك كوايل لفترات طويلة، الأمر الذي سمح باستخدام مواد تصنيع أقل جودة في بنائه.
حقق المحرك أداءً ناجحًا على طائرة Quail، لكنه، مثل محرك Viper، تم تصنيعه لاحقًا باستخدام مواد من الدرجة العادية. بعد ذلك، استخدم لتشغيل مجموعة من الطائرات النفاثة الصغيرة، منها نورثروب تي-38 تالون، ونورثروب إف-5، وكاناداير سي تي-114 توتور، وطائرة الهجوم الخفيفة سيسنا إيه-37 دراغونفلاي. في الآونة الأخيرة، زودت طائرة سكيلد كومبوزيتس وايت نايت بمحركات J85، وهي الطائرة الحاملة لمركبة الفضاء سكيلد كومبوزيتس سبيس شيب وان، بالإضافة إلى مشروع مي 262.
يتميز التصميم الأساسي لمحرك J85 بحجمه الصغير، حيث يبلغ قطره حوالي 17.7 بوصة (45 سم) وطوله 45.4 بوصة (115 سم). يحتوي المحرك على ضاغط تدفق محوري مكوّن من ثماني مراحل يعمل بمرحلتين توربينيتين، وهو قادر على توليد دفع جاف يصل إلى 2,100 رطل (9.3 كيلو نيوتن)، ويمكن أن يزيد هذا الدفع عند استخدام الحارق اللاحق. عند التشغيل بأقصى طاقة على مستوى سطح البحر، يستهلك المحرك بدون الحارق اللاحق ما يقرب من 400 جالون أمريكي (1,500 لتر) من الوقود في الساعة، أما عند ارتفاع الطيران والطاقة، فينخفض استهلاكه إلى حوالي 100 جالون أمريكي (380 لتر) في الساعة.